# مولي كيلي
مولي كيلي (بالإنجليزية: Molly Kiely)‏ هي رسامة كارتون أمريكية، ولدت في 10 أكتوبر 1969 في بريسبريدج في كندا.

## وصلات خارجية
- الموقع الرسمي